# Sciades paucus
Sciades paucus is een straalvinnige vissensoort uit de familie van de christusvissen (Ariidae). De wetenschappelijke naam van de soort is voor het eerst geldig gepubliceerd in 2000 door Kailola.